# Buffalo Springfield
Buffalo Springfield var ett amerikanskt rockband bildat i Los Angeles, Kalifornien 1966. Bandet släppte tre album och var aktivt endast i två år. Buffalo Springfield riktade in sig på folk- och countryrock och inspirerades starkt av The Byrds, som också kom från Los Angeles. Sedan 1997 är de invalda i Rock and Roll Hall of Fame.
Originaluppsättningen av bandet bestod av Neil Young, Stephen Stills, Richie Furay, Dewey Martin och Bruce Palmer. Palmer byttes senare ut mot Jim Messina. De två mest kända medlemmarna i gruppen kan sägas vara Neil Young och Stephen Stills, som senare även skulle spela tillsammans i gruppen Crosby, Stills, Nash & Young. Det var också dessa två som skrev merparten av låtarna på de tre albumen.  "For What It's Worth" och "Mr. Soul" är kända låtar från gruppen. Richie Furay och Jim Messina bildade gruppen Poco efter att Buffalo Springfield upplösts.

## Medlemmar
- Jim Fielder – basgitarr (1966, 1967)
- Richie Furay – gitarr, sång (1966–1968, 2010–2012)
- Bruce Palmer – basgitarr (1966–1968; död 2004)
- Stephen Stills – gitarr, keyboard, sång (1966–1968, 2010–2012)
- Neil Young – gitarr, munspel, piano, sång (1966–1968, 2010–2012)
- Dewey Martin – trummor, sång (1966–1968; död 2009)
- Ken Forssi – basgitarr (1967; död 1998)
- Ken Koblun – basgitarr (1967)
- Doug Hastings – gitarr (1967)
- Jim Messina – basgitarr, sång (1968)

Bidragande musiker
- Rick Rosas – basgitarr (2010–2012; död 2014)
- Joe Vitale – trummor, sång (2010–2012)
- Rusty Young – steelgitarr på "Last Time Around" (död 2021)

## Diskografi
Studioalbum
- 1967 – Buffalo Springfield
- 1967 – Buffalo Springfield Again
- 1968 – Last Time Around

Singlar (på Billboard Hot 100)
- 1967 – "For What It's Worth" / "Do I Have to Come Right Out and Say It" (#7)
- 1967 – "Bluebird" / "Mr. Soul" (#58)
- 1967 – "Rock 'n' Roll Woman" / "A Child's Claim to Fame" (#44)
- 1967 – "Expecting to Fly" / "Everydays" (#98)
- 1967 – "On the Way Home" / "Four Days Gone" (#82)

Samlingsalbum
- 1969 – Retrospective: The Best of Buffalo Springfield
- 1973 – Buffalo Springfield
- 2001 – Buffalo Springfield (4xCD box)
- 2018 – What's That Sound? Complete Albums Collection (5xCD box)